# Глобинский сахарный завод
Глобинский сахарный завод — предприятие пищевой промышленности в городе Глобино Глобинского района Полтавской области Украины.

## История
Сахарный завод в местечке Глобино Глобинской волости Кременчугского уезда Полтавской губернии Российской империи был построен в 1911 году.
После начала первой мировой войны в стране был введён "сухой закон", а часть рабочих и крестьян была мобилизована в действующую армию, что привело к сокращению посевов сахарной свеклы и осложнило положение предприятий сахарной промышленности.

### 1918 - 1991
В январе 1918 года в Глобино была установлена Советская власть, в апреле 1918 года его оккупировали немецкие войска (которые оставались здесь до ноября 1918 года), а в дальнейшем, до декабря 1919 года селение оставалось в зоне боевых действий гражданской войны. Позднее, в ходе восстановления хозяйства уезда было принято решение о использовании уцелевшего оборудования прекративших функционирование сахарных заводов Полтавской губернии для восстановления тех предприятий, которые могли быть восстановлены.
В феврале 1920 года при помощи работников киевского машиностроительного завода Глобинский сахарный завод был веден в эксплуатацию и начал работу. В следующие годы завод выделял часть продукции в качестве благотворительной помощи (так, в январе - феврале 1924 года помимо оказания помощи селу Малые Крынки, 7 пудов и 15 фунтов сахара было передано в подшефный госпиталь, а ещё 12 пудов и 8 фунтов сахара - подшефной войсковой части в Киеве).
В ходе индустриализации 1930-х годов завод был реконструирован и преобразован в Глобинский сахарный комбинат. Во втором квартале 1941 года производственные мощности предприятия позволяли перерабатывать 550 тонн свеклы в сутки и производить свыше 60 тонн сахара в сутки.
После начала Великой Отечественной войны в райцентре было создано два истребительных батальона, при этом второй батальон из 75 человек (формирование которого не было завершено) находился на сахарном комбинате и обеспечивал охрану предприятий населённого пункта. С 13 сентября 1941 до 26 сентября 1943 года Глобино было оккупировано немецкими войсками. В период оккупации на территории сахарного комбината был создан концентрационный лагерь для советских военнопленных.
Летом 1943 года гитлеровцы начали массовые расстрелы местных жителей (среди расстрелянных ими были работники сахарного комбината - П. В. Пойда, С. Е. Ефремов, Г. Е. Оржобовская и другие). В соответствии с тактикой "выжженной земли", перед отступлением они полностью разрушили сахарный комбинат и другие промышленные предприятия райцентра и подожгли жилые дома. Общая сумма ущерба сахарному комбинату за время оккупации составила свыше 12 млн. рублей.
После освобождения посёлка началось восстановление предприятия, и 26 сентября 1944 года сахарный комбинат возобновил работу. После окончания войны была проведена реорганизация сельхозпредприятий района, и в результате объединения нескольких колхозов был создан крупный совхоз, обеспечивающий комбинат сахарной свеклой.
После победы Кубинской революции в 1959 году комбинат освоил переработку сахарного тростника и начал производство тростникового сахара.
В 1975 году завод получил автономный источник водоснабжения - была пробурена артезианская скважина глубиной 140 метров к водоносному слою.
В целом, в советское время сахарный комбинат входил в число ведущих предприятий райцентра, на его балансе находились заводской Дом культуры, жилые дома и другие объекты социальной инфраструктуры.

### После 1991
После провозглашения независимости Украины обеспечивавший предприятие сахарной свеклой совхоз был расформирован, и сахарный комбинат был переименован в Глобинский сахарный завод. В дальнейшем, государственное предприятие было преобразовано в открытое акционерное общество.
В 2014 году завод вошёл в состав агропромышленного холдинга "Астарта-Киев".
В сезон сахароварения 2016/2017 гг. завод переработал 553,3 тыс. тонн сахарной свеклы и произвёл 78,3 тыс. тонн сахара. По состоянию на февраль 2017 года, завод входил в число восьми крупнейших действующих сахарных заводов на территории Украины.
В 2017 году завод переработал более 380 тыс. тонн свеклы, из которых произвёл 57 тыс. тонн сахара.

## Дополнительная информация
- токарь Глобинского сахарного комбината И. Ф. Крупко был депутатом Полтавского областного совета депутатов[1]